# Patto
Ne doit pas être confondu avec Patto (groupe de rock).
Patto est un groupe musical des années 1980, formé de Thomas Fuchsberger et Patrick Gammon.

## Carrière
Thomas était le fils de l'acteur Joachim Fuchsberger, et Patrick était pianiste pour Ike et Tina Turner. Ils ont monté leur groupe en 1983 à Munich, et sorti leur titre Black and White sous la maison de disques Teldec. Ce disque est classé seconde position dans les charts en 1984 en Suisse.